# Swinethorpe
Swinethorpe – osada w Anglii, w Lincolnshire. W 1921 roku civil parish liczyła 44 mieszkańców.